# Пакссон, Джим (старший)
Джеймс Эдвард «Джим» Пакссон-старший (англ. James Edward "Jim" Paxson; 19 декабря 1932 года, Спрингфилд, штат Огайо, США — 28 октября 2014 года) — бывший американский профессиональный баскетболист, отец Джима Пакссона-младшего и Джона Пакссона, также игравших в НБА.

## Карьера игрока
Играл на позиции лёгкого форварда и атакующего защитника. Учился в Университете Дейтона, в 1956 году был выбран на драфте НБА под 3-м номером командой «Миннеаполис Лейкерс». Позже выступал за команду «Цинциннати Роялз». Всего в НБА провёл 2 сезона. Всего за карьеру в НБА сыграл 138 игр, в которых набрал 1105 очков (в среднем 8,0 за игру), сделал 616 подборов и 225 передач.
В 1955 году Пакссон стал в составе сборной США чемпионом Панамериканских игр в Мехико.

## Статистика

### Статистика в НБА
| Сезон                                                                                    | Команда     | Регулярный сезон | Регулярный сезон | Регулярный сезон | Регулярный сезон | Регулярный сезон | Регулярный сезон | Регулярный сезон | Регулярный сезон | Регулярный сезон | Регулярный сезон | Регулярный сезон | Серия плей-офф | Серия плей-офф | Серия плей-офф | Серия плей-офф | Серия плей-офф | Серия плей-офф | Серия плей-офф | Серия плей-офф | Серия плей-офф | Серия плей-офф | Серия плей-офф |
| Сезон                                                                                    | Команда     | GP               | GS               | MPG              | FG%              | 3P%              | FT%              | RPG              | APG              | SPG              | BPG              | PPG              | GP             | GS             | MPG            | FG%            | 3P%            | FT%            | RPG            | APG            | SPG            | BPG            | PPG            |
| ---------------------------------------------------------------------------------------- | ----------- | ---------------- | ---------------- | ---------------- | ---------------- | ---------------- | ---------------- | ---------------- | ---------------- | ---------------- | ---------------- | ---------------- | -------------- | -------------- | -------------- | -------------- | -------------- | -------------- | -------------- | -------------- | -------------- | -------------- | -------------- |
| 1956/57                                                                                  | Миннеаполис | 71               |                  | 17,9             | 28,5             |                  | 72,0             | 3,7              | 1,2              |                  |                  | 6,3              | 5              |                | 10,8           | 33,3           |                | 50,0           | 2,8            | 0,6            |                |                | 5,0            |
| 1957/58                                                                                  | Цинциннати  | 67               |                  | 26,8             | 35,2             |                  | 73,3             | 5,2              | 2,1              |                  |                  | 9,8              | 2              |                | 15,0           | 15,0           |                | 75,0           | 4,0            | 2,5            |                |                | 6,0            |
|                                                                                          | Всего       | 138              |                  | 22,2             | 32,3             |                  | 72,7             | 4,5              | 1,6              |                  |                  | 8,0              | 7              |                | 12,0           | 25,5           |                | 59,1           | 3,1            | 1,1            |                |                | 5,3            |
| Наведите курсор мыши на аббревиатуры в заголовке таблицы, чтобы прочесть их расшифровку. |             |                  |                  |                  |                  |                  |                  |                  |                  |                  |                  |                  |                |                |                |                |                |                |                |                |                |                |                |